# Solanum melastomoides
Solanum melastomoides är en potatisväxtart som beskrevs av Charles Henry Wright. Solanum melastomoides ingår i släktet skattor som ingår i familjen potatisväxter. Inga underarter finns listade i Catalogue of Life.